# Marģers Skujenieks
Marģers Skujenieks (Riga, 22 de juny de 1886 − Moscou, 1941), va ser un polític letó que va ocupar el càrrec de Primer Ministre de Letònia dues vegades, la primera des del 19 de desembre de 1926 fins al 23 de gener de 1928 i la segona del 6 de desembre de 1931 al 23 de març de 1933. Totes dues vegades va estar unit al Partit Socialdemòcrata Obrer Letó (LSDSP).